# Linda Harrison
Linda Harrison (Berlin, 26 luglio 1945) è una modella e attrice statunitense.

## Biografia
Dopo una carriera da modella, intraprese quella di attrice. Il ruolo che la rese maggiormente nota fu quello della muta Nova, al fianco di Charlton Heston, nei primi due film tratti dal romanzo Il pianeta delle scimmie: Il pianeta delle scimmie (1968) e L'altra faccia del pianeta delle scimmie (1969). Ha poi recitato anche in un cameo nel remake omonimo del primo film, che Tim Burton realizzò nel 2001.
Fu anche la prima attrice (nel 1967) a vestire i panni di Wonder Woman, nell'episodio pilota di una serie che tuttavia non vide mai la luce.
È stata sposata al produttore cinematografico Richard D. Zanuck dal 1968 al 1978.
Nel 2021 torna alla recitazione nel film Midnight Massacre di cui è anche la produttrice.

## Filmografia

### Cinema
- The Fat Spy, regia di Joseph Cates (1966)
- Stazione luna (Way... Way Out), regia di Gordon Douglas (1966)
- Una guida per l'uomo sposato (A Guide for the Married Man), regia di Gene Kelly (1967)
- Il pianeta delle scimmie (Planet of the Apes), regia di Franklin J. Schaffner (1968)
- L'altra faccia del pianeta delle scimmie (Beneath the Planet of the Apes), regia di Ted Post (1970)
- Airport '75 (Airport 1975), regia di Jack Smight (1974)
- Cocoon - L'energia dell'universo (Cocoon), regia di Ron Howard (1985)
- Cocoon - Il ritorno (Cocoon: The Return), regia di Daniel Petrie (1988)
- Wild Bill, regia di Walter Hill (1995)
- Planet of the Apes - Il pianeta delle scimmie (Planet of the Apes), regia di Tim Burton (2001)
- Midnight Massacre, regia di Travis Bowen (2021)

### Televisione
- Batman – serie TV (1966)
- Men Against Evil, regia di Gordon Douglas – film TV (1966)
- Bracken's World – serie TV (1969)
- Switch – serie TV (1976)
- Barnaby Jones – serie TV (1977)